# الیاشوکی
الیاشوکی (به لهستانی:  Eliaszuki) یک روستا در لهستان است که در گمینا ناروکا واقع شده‌است.